# Astronautas antigos

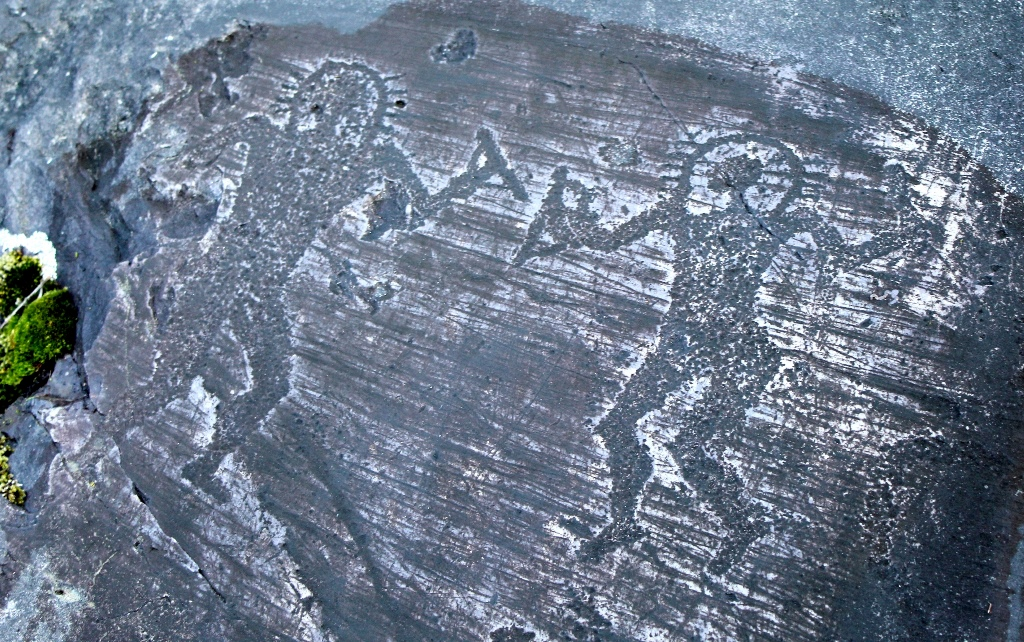
Supostos astronautas antigos Val Camonica, Itália, c. 10 000 a.C

Astronautas antigos, antigos astronautas ou antigos alienígenas é uma ideia pseudocientífica baseada na crença de que seres ou criaturas extraterrestres visitaram a Terra há milênios, e que os humanos teriam tido contato com eles na Antiguidade ou mesmo na pré-história. A ideia afirma que, para essas civilizações, esses seres que desciam dos céus estão relacionados com a origem ou desenvolvimento do Ser humano e da cultura humana.
A origem é frequentemente atribuída a Erich von Däniken, mas, embora tenha se popularizado amplamente em 1968, ela já havia sido apresentada nos anos 1870-1880 por Helena Blavatsky e sua teosofia, pelo espírita Edgard Armond em Os Exilados da Capela de 1949, em 1960 por Louis Pauwels e Jacques Bergier, em 1962 por Robert Charroux e em 1965 por Jean Sendy.[carece de fontes?] É baseado em uma interpretação literal de textos religiosos, ou descobertas incomuns, como as linhas de Nazca, ou mesmo artefatos falsos, como caveiras de cristal.
Essa ideia pode ser considerada uma variante da teoria do Paleocontato. Carl Sagan, I. S. Shklovskii e Hermann Oberth foram alguns cientistas de renome que consideraram plausível esta possibilidade. Os defensores da teoria dos astronautas antigos afirmam que os humanos são descendentes ou que são criações de seres que visitaram a Terra há milênios. Uma teoria relacionada defende que esses seres nos deram muito do conhecimento, da cultura e da religião. A religião especialmente foi um grande modelo para o desenvolvimento da humanidade, pois esses seres, apesar de tudo, ensinaram o Homem a amar o próximo, a sua família, e o seu lar. Os astronautas antigos teriam atuado como uma "cultura-mãe". O conceito do paleocontato aparece em diversas histórias e filmes de ficção científica, a destacar 2001: Uma Odisseia no Espaço e Prometheus.
Para a comunidade científica, a ideia dos astronautas antigos é uma pseudociência sem qualquer fundamento lógico, visto que os elementos arqueológicos supostamente "inexplicáveis" geralmente têm uma explicação racional já exposta pelos arqueólogos. Assim, Jean-Pierre Adam, em L'archéologie devant l'imposture, explica que a construção da grande pirâmide repousa não em conhecimentos estranhos à espécie humana, mas também nas técnicas da época.

## Defensores

### Zecharia Sitchin
O trabalho contínuo de Zecharia Sitchin, The Earth Chronicles, começando com a primeira edição, The 12th Planet, desenvolve uma interpretação dos antigos textos de tábuas sumérias em Escrita cuneiforme. Afirmando que os deuses eram de fato astronautas do planeta Nibiru, que os sumérios acreditavam ser um distante "décimo-segundo" planeta (incluindo e denominando o Sol, a Lua, todos os outros sete planetas e Plutão como "planetas") associado com o deus Marduk. Segundo Sitchin, Nibiru continua a orbitar o Sol numa órbita alongada de 3600 anos. A astronomia moderna não encontrou nenhuma evidência para apoiar as ideias de Sitchin.
Ainda segundo Sitchin, os Sumérios relatam como 50 "Anunnaki", ou habitantes de Nibiru, chegaram à Terra há aproximadamente 400 000 anos com a intenção de extrair matérias-primas para transportá-las a seu próprio mundo. Devido a seu reduzido número, eles logo se cansaram da tarefa e começaram a alterar geneticamente trabalhadores para operarem nas minas. Após muita tentativa e erro, eventualmente criaram o homo sapiens sapiens, o "Adapa" (homem modelo) ou o Adão da mitologia posterior. O trabalho de Sitchin não recebeu apoio acadêmico convencional e foi criticado por profissionais que revisaram suas hipóteses. O estudioso de línguas semíticas Michael S. Heiser diz que muitas das traduções de Sitchin das palavras suméria e mesopotâmica não são consistentes com os dicionários bilíngues cuneiformes da Mesopotâmia, produzidos por antigos escribas acadianos.
Alan F. Alford, autor de Gods of the New Millennium (1996), era um adepto da teoria dos astronautas antigos. Grande parte de seu trabalho se baseia nas hipóteses de Sitchin. No entanto, ele agora encontra falhas na hipótese de Sitchin após uma análise mais profunda, afirmando que: "Agora sou firmemente da opinião de que esses deuses personificaram o céu que caía; em outras palavras, a descida dos deuses era uma versão poética do mito do cataclismo que estava no coração das antigas religiões do Oriente Próximo.

### Robert Temple
O livro de Robert K. G. Temple, de 1976, The Sirius Mystery, argumenta que o povo Dogon do noroeste do Mali preservou um relato de visitas extraterrestres ocorridas há cerca de 5000 anos. Ele cita várias linhas de evidência, incluindo conhecimento astronômico avançado herdado pela tribo, descrições e sistemas de crenças comparativos com civilizações antigas, como o Antigo Egito e a Suméria. Seu trabalho baseia-se nos estudos dos antropólogos culturais Marcel Griaule e Germaine Dieterlen.
Suas conclusões foram criticadas por cientistas, que apontam discrepâncias no relato de Temple, e sugeriram que o Dogon pode ter recebido algumas informações astronômicas recentemente, provavelmente de fontes europeias, e pode ter deturpado a etnografia de Dogon.

## Religião OVNI
Vários novos movimentos religiosos, incluindo alguns ramos da Teosofia, Cientologia, Raelianismo, Cultura Racional e Heaven's Gate, acreditam no contato antigo e atual com a inteligência extraterrestre. Muitas dessas religiões vêem as escrituras antigas e as revelações recentes relacionadas à ação de alienígenas de outros sistemas planetários. Os psicólogos descobriram que as religiões OVNIS têm semelhanças, o que sugere que os membros desses grupos associam consciente ou subliminarmente o encantamento aos memes da ficção científica.

## Conceitos anteriores
Fontes mais antigas, embora geralmente não mencionando astronautas antigos, sugerem que a criação de alguns monumentos estaria além das capacidades humanas, tais como a sugestão de Saxão Gramático, de que gigantes criaram os imensos dolmens da Dinamarca, ou nas histórias em que Merlim montou Stonehenge através de magia.

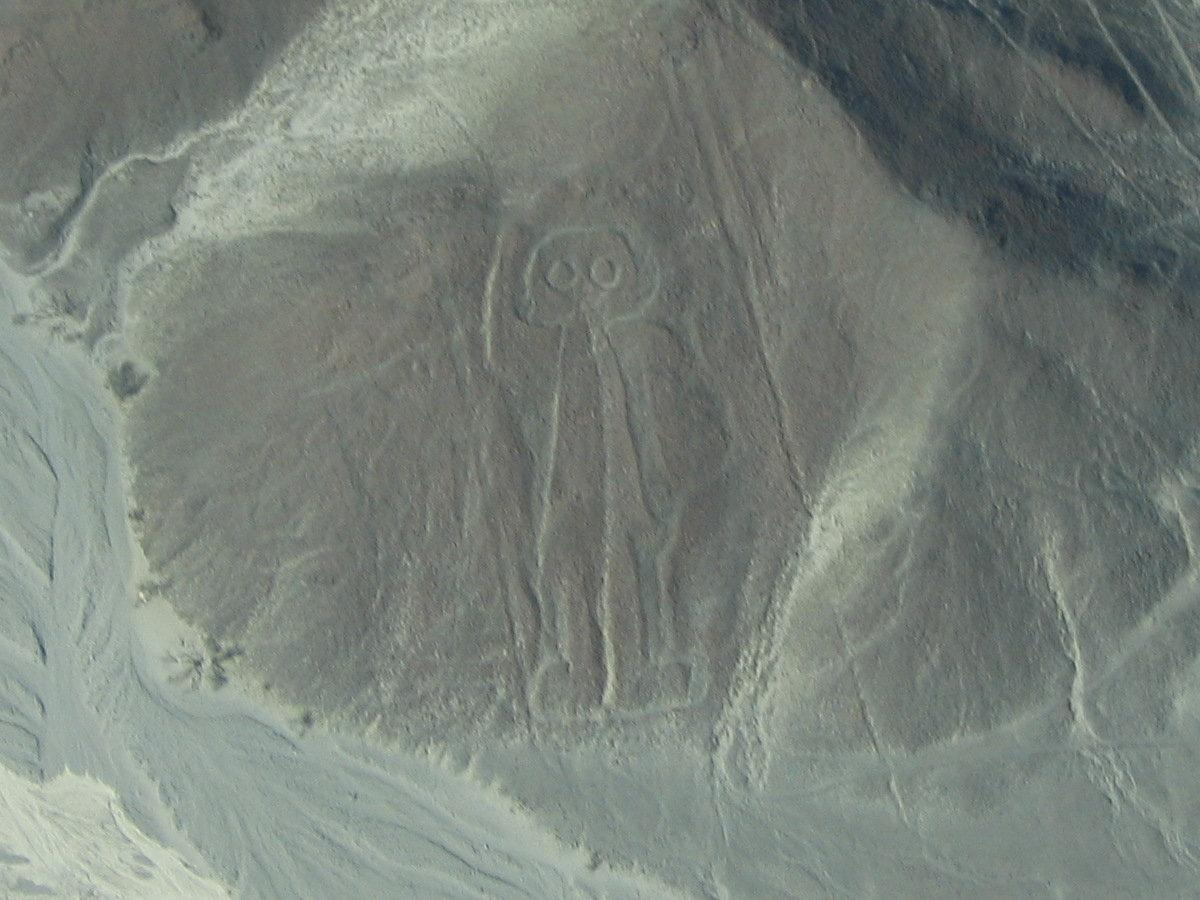
"O Astronauta" - um extenso geoglifo próximo às Linhas de Nazca

As provas dos astronautas antigos frequentemente consistem de afirmações de que antigos monumentos, tais como as maiores pirâmides do Egito, ou Macchu Picchu no Peru, ou outras antigas ruínas megalíticas, tais como Baalbek no Líbano, não poderiam ter sido construídas sem o emprego de capacidades técnicas além das disponíveis na época. Tais afirmações não são novidade na História. Raciocínio semelhante se encontra por trás do assombro das muralhas de construção ciclópica nas cidades micênicas aos olhos dos gregos na Idade das Trevas que seguiu-se a elas, que acreditavam que os gigantes ciclopes tinham construído as muralhas. Candidatos típicos para as civilizações perdidas que ensinaram ou proporcionaram essas capacidades são os continentes hipotéticos de Atlântida, Lemúria e Mu.
Outro tema frequente que pode ser encontrado em muitas mitologias é uma pessoa que vem de muito longe como um deus, ou como o arquétipo de um "herói civilizador" que traz conhecimento à humanidade. Prometeu é o exemplo ocidental mais famoso. Na tradição americana nativa há diversos exemplos, incluindo Quetzalcoatl dos astecas e maias, e, Viracocha dos incas.

## Cultura popular
Os astronautas antigos têm sido abordados frequentemente em obras de ficção científica e terror em muitos meios diferentes. Em um artigo de 2004 na revista Skeptic, Jason Colavito escreve que von Däniken emprestou muitos dos conceitos do livro de O Despertar dos Mágicos, que este livro, por sua vez, foi fortemente influenciado pelos Mitos de Cthulhu, e que o núcleo de a hipótese do astronauta antigo se origina em "O Chamado de Cthulhu" e Nas Montanhas da Loucura de H. P. Lovecraft. Mais tarde, Colavito expandiu essa ideia em seu livro The Cult of Alien Gods: H.P. Lovecraft e Extraterrestrial Pop Culture.
Alienígenas do Passado é uma série de televisão que apresenta os proponentes da hipótese do antigo astronauta, como Giorgio A. Tsoukalos, David Childress, Erich von Däniken, Steven M. Greer e Nick Pope.
David Brin escreveu vários romances em sua série Elevação, assumindo que os seres humanos eram uma espécie abandonada que havia sido "erguida" por uma espécie alienígena antiga desconhecida.
Em 1968, Nelson Ciabattari y Cunha (roteirista) e Paulo Fukue (desenhista), usaram a teoria na origem na série de quadrinhos "Pabeyma", publicada pela EDREL, no mesmo ano, também pela EDREL, Cunha publicou um livro sobre a teoria, Os Deuses Eram Astronautas - Origem dos Deuses e Semideuses.
O filme Stargate descreve Rá como um alienígena cuja influência criou a antiga civilização egípcia. Mais tarde, a série de TV baseada nele expandiu esse tema, com muitos alienígenas mais antigos que se colocavam como deuses para enganar e governar seres humanos primitivos, não apenas na Terra, mas também em outros planetas aos quais transplantaram seres humanos. O DVD Stargate: Ultimate Edition: Director's Cut inclui uma entrevista extra com Erich von Däniken intitulada "Is There a Stargate?" ('Stargate existe?').